# El Ayote
El Ayote är en kommun (municipio) i Nicaragua med 15 599 invånare (2012). Den ligger i den autonoma regionen Costa Caribe Sur, i den centrala delen av landet. I slutet av 1980-talet, efter det avslutade inbördeskriget mellan regeringen och de amerikanskstödda Contras, var det många Contrassoldater som bosatte sig i El Ayote där de fick hjälp att återintigreras i samhället.

## Geografi
El Ayote gränsar till kommunerna Paiwas i norr, El Tortuguero och El Rama i öster, Santo Domingo i söder, samt La Libertas och Camoapa i väster. Kommunens enda större ort är dess centralort El Ayote, med 3 921 invånare (2005).

## Historia
El Ayote är en av landets yngsta kommuner. Den grundades 2000 genom en utbrytning ur grannkommunen El Rama.

## Näringsliv
El Ayote är en jordbruksbygd med omfattande boskapsskötsel, mjölkproduktion och osttillverkning.